# Turricula catena
Turricula catena é uma espécie de gastrópode do gênero Turricula, pertencente a família Clavatulidae.